# 貝尼邁拉勒省
32°20′22″N 6°21′39″W / 32.33944°N 6.36083°W
貝尼邁拉勒省（阿拉伯语：‎），是摩洛哥的省份，位於該國北部，由貝尼邁拉勒-海尼夫拉大區負責管轄，首府設於貝尼邁拉勒，面積6,638平方公里，2004年人口946,018，人口密度每平方公里143人。